# بيتر كرامر
بيتر كرامر (بالألمانية: Peter Kramer)‏ هو فيزيائي ألماني، ولد في 1933 في كفيدلينبورغ في ألمانيا.